# 網紋石斑魚
網紋石斑魚，又稱蜂巢石斑魚，俗名為六角格仔、蜂巢格仔、蝴蝶斑、牛屎斑、石斑、过鱼、花石斑，為輻鰭魚綱鱸形目鱸亞目鮨科的其中一個種。

## 分布
本魚廣泛分布于红海、非洲东岸、印度、锡兰、印度尼西亚、菲律宾、日本、中華民國以及中国南海、澎湖列岛等海域，属于暖水性底层鱼类。其一般生活于礁盘浅水海区，是珊瑚礁盘内最常见的鱼类。该物种的模式产地在日本。

## 深度
水深0至30公尺。

## 特徵
本魚身體及各部位鰭密布多角形暗褐色或黑色斑點。體長橢圓形，側扁而粗壯，頭背部斜直；眶間區平坦或略凸。眼小，短於吻長。口大；上下頜前端具小犬齒或無，兩側齒細尖，下頜約2-4列。背鰭具硬棘5枚，軟條15至17枚；臀鰭硬棘3枚，軟條8枚；腹鰭腹位，末端延伸不及肛門開口；胸鰭圓形，中央之鰭條長於上下方之鰭條，且長於腹鰭，但短於後眼眶長；尾鰭圓形。腹鰭斑點較不明顯，胸鰭、尾鰭、臀鰭的斑點則較小，體型稍呈側扁，底色為暗褐色。體被細小櫛鱗；側線鱗孔數48至54枚；縱列鱗數98至114枚。體長可達40公分。

## 生態
本魚主要棲息在珊瑚礁區，一般海岸潮池可常見其幼魚蹤跡，大約超過10公分體形的魚擇離開潮池，向較深水域之珊瑚礁而去。警覺性高，以小魚、蝦、海蟲等無脊椎動物為食。

## 經濟利用
美味的食用魚，以紅燒為宜。

## 扩展阅读
維基物種上的相關：蜂巢石斑鱼